# Araneus chiapas
Araneus chiapas là một loài nhện trong họ Araneidae.
Loài này thuộc chi Araneus. Araneus chiapas được Herbert Walter Levi miêu tả năm 1991.